# Yenivakıf, Çilimli
Yenivakıf là một xã thuộc huyện Çilimli, tỉnh Düzce, Thổ Nhĩ Kỳ. Dân số thời điểm năm 2010 là 1.069 người.